# Phylloscopus yunnanensis
A Phylloscopus yunnanensis a verébalakúak (Passeriformes) rendjébe, ezen belül a füzikefélék (Phylloscopidae) családjába és a Phylloscopus nembe tartozó faj. Korábban a királyfüzike (Phylloscopus proregulus) alfajának tekintették. 9-10 centiméter hosszú. Közép- és északkelet-Kína száraz erdős, bozótos területein költ 200–2800 méteres tengerszint feletti magasságon, Délkelet-Ázsia északi részén telel. Többnyire rovarokkal táplálkozik.

## Fordítás
- Ez a szócikk részben vagy egészben  a   Chinese leaf warbler című angol Wikipédia-szócikk fordításán alapul.  Az eredeti cikk szerkesztőit annak laptörténete sorolja fel. Ez a jelzés csupán a megfogalmazás eredetét és a szerzői jogokat jelzi, nem szolgál a cikkben szereplő információk forrásmegjelöléseként.